# Síh peleď
Síh peleď (Coregonus peled; Gmelin, 1788) je lososovitá ryba původně žijící v dolních úsecích sibiřských řek, v roce 1970 byl dovezen i do tehdejšího Československa ke zlepšení produkce kaprových rybníků.
Stavbou těla je podobný sleďům a příbuzné maréně, ve srovnání s ní má vyšší tělo. Má malou hlavu se špičatým rypcem a tupě zakončené ploutve, šupiny jsou větší než je tomu u jiných lososovitých ryb. Hřbet peledě je modravě až tmavě zelený, boky a břicho jsou stříbřité.
Síh peleď patří k větším druhům síha, i když v českých vodách nedosahují takové hmotnosti jako ve své domovině. Dorůstá do délky průměrně 30 až 45 cm a hmotnosti 0,3–1 kg, průměrná váha lovených ryb až 0,5 kg.

## Biologie
Síh peleď je odolnější vůči přehřátí a znečištění vody než příbuzný druh síh severní maréna. Přesto vyžaduje zvýšenou péči při výlovech a transportu. Kříženci s marénou jsou plodní.

### Potrava
Především plankton, vodní hmyz a rybí potěr.